# Now Mehan
Now Mehan (persiska: نو مهن) är en ort i Iran.   Den ligger i provinsen Khorasan, i den nordöstra delen av landet, 700 km öster om huvudstaden Teheran. Now Mehan ligger 1 110 meter över havet och antalet invånare är 265.
Terrängen runt Now Mehan är platt åt sydväst, men åt nordost är den kuperad.Runt Now Mehan är det ganska glesbefolkat, med 35 invånare per kvadratkilometer. Närmaste större samhälle är Chenārān, 9,0 km sydväst om Now Mehan. Omgivningarna runt Now Mehan är i huvudsak ett öppet busklandskap.